# Metaphycus delucchii
Metaphycus delucchii är en stekelart som beskrevs av Gennaro Viggiani 1990. Metaphycus delucchii ingår i släktet Metaphycus och familjen sköldlussteklar.
Artens utbredningsområde är Italien. Inga underarter finns listade i Catalogue of Life.